# Alois Kohlndorfer
Alois Kohlndorfer (* 2. September 1874 in Landshut; † Februar 1945) war ein deutscher Verwaltungsjurist, Bezirksamtmann in Bad Aibling und Ministerialbeamter.

## Leben
Alois Kohlndorfer studierte Rechtswissenschaften und legte 1900 das Große juristische Staatsexamen ab. Zum 1. Juli 1903 erhielt er eine Anstellung als Assessor beim Bezirksamt Sulzbach und 1908 in Freising. 1912 wechselte er in die Staatsverwaltung und wurde Assessor bei der Regierung von Schwaben. Zum 1. April 1917 wurde Kohlndorfer Bezirksamtmann in Riedenburg. Bereits nach zehnmonatiger Amtszeit wechselte er in gleicher Funktion zum Bezirksamt Ingolstadt. Vom 16. Mai 1919 bis zu seinem Weggang am 16. Juni 1922 zum Staatsministerium des Innern war er Bezirksamtmann im Bezirksamt Bad Aibling, wo er 1920 Regierungsrat wurde. Im Ministerium stieg er zum Ministerialrat auf und ging zum 1. Oktober 1937 vorzeitig in den Ruhestand. 